# Цай Інвень
Цай Інвень (кит. трад. 蔡英文, піньїнь: Cài Yīngwén, акад. Цай Їнвень; 31 серпня 1956, Республіка Китай) — тайванська політикиня, Президентка Республіки Китай з 2016 року по 2024 рік. Членкиня Демократичної прогресивної партії. Цай — перша жінка-президентка Тайваню. Обіймала посаду голови Демократичної прогресивної партії (ДПП) з 2020 до 2022 року, а також у 2008—2012 р. та у 2014—2018 рр.
Цай вивчала право та міжнародну торгівлю, а згодом стала професоркою права в юридичній школі університету Сучжоу та Національному університеті Ченчі, здобула ступінь бакалавра права в Національному університеті Тайваню, ступінь магістра права в юридичній школі Корнелла. Пізніше вона вивчала право у Лондонській школі економіки та політичних наук і здобула ступінь доктора філософії на юридичному факультеті Лондонського університету у 1993 р., без партійної приналежності вона була призначена на низку урядових посад, включаючи участь у торгових переговорах у справах СОТ, тодішнім правлячим Гомінданом і була однією з головних розробниць спеціальних державних доктрин щодо відносин між державами тодішнього президента Лі Денхуей.
Після того, як президент від ДПП Чень Шуйбянь обійняв посаду у 2000 році, Цай працювала міністеркою Ради з питань материка протягом усього першого терміну Чена як позапартійна. Вона приєдналася до ДПП у 2004 році і короткочасно працювала повноправною членом Законодавчого юаня. З цього часу вона була призначена віцепрем'єр-міністеркою під керівництвом прем'єр-міністра Су Чженьчан до масової відставки уряду у 2007 році. Вона була обрана і взяла на себе керівництво ДПП у 2008 році після поразки її партії на президентських виборах 2008 року. Вона подала у відставку з посади голови після програшу президентських виборів 2012 року.
Цай балотувалася на посаду міського голови Нового Тайбею на муніципальних виборах у листопаді 2010 року, але поступилася колишньому віцепрем'єру Еріку Чу. У квітні 2011 року Цай стала першою з кандидатів у президенти однієї з найбільших партій в історії Китайської Республіки після того, як із невеликим відривом перемогла свого колишнього керівника Су Чженьчана. Її значно випередив чинний кандидат від Гоміндану Ма Їнцзю на 5-х прямих президентських виборах у 2012 році, але обрана впевнено через чотири роки на шостих прямих президентських виборах у 2016 році. Цай є другим президентом від Демократичної прогресивної партії. Вона є першим президентом, яка ніколи не обіймала обрану виконавчу посаду до того, як стати головою держави, а також першим президентом, який не був раніше міським головою Тайбею. Цай було переобрано президенткою зі збільшеною часткою голосів на президентських виборах 2020 року.
Цай увійшла до списку 100 найвпливовіших людей 2020 року журналу Time magazine's 100.

## Життєпис
Цай народилась в Меморіальній лікарні Маккея в районі Чжуншань (Тайбей, Тайвань) 31 серпня 1956 року наймолодшою з 11 дітей. Її батько, Цай К'є Шен (1918—2006), був бізнесменом, який керував автосервісом, а мати Чан Чін-Фонг (1925—2018) — домогосподаркою. Навчалась у муніципальній середній школі для дівчат міста Чжуншань у Тайбеї. Вона вивчала право за порадою батька.
В 1978 закінчила юридичний коледж Національного тайваньського університету.
В 1980 здобула ступень магістра в юридичній школі Корнелльського університету.
В 1984 в Лондонській школі економіки здобула ступень доктора філософії (PhD) з права..
Після повернення з Лондону викладала право в університетах Тайбея.
В 1990-х стала учасницею переговорів з приводу вступу Тайваню до СОТ. При екс-президенті Лі Ден Хуей (1996—2000) була радницею з безпеки в Раді національної безпеки Тайваню.
З травня 2000 по травень 2004 була міністеркою уряду зі зв'язків з материковим Китаєм.
У 2004 вступила до лав Демократичної прогресивної партії (ДПП).
З грудня 2004 по січень 2006 — депутатка Законодавчого Юаня. У січні 2006 призначена віцепрем'єркою Китайської Республіки, у травні 2007 разом з усім кабінетом прем'єра Су Чженьчан подала у відставку.
20 травня 2008 обрана головою ДПП. Стала кандидаткою ДПП на президентських виборах 2012 року.
У 2012 програла президентські вибори, отримавши 45,6 % голосів, і пішла з посади голови партії.
У травні 2014 знову обрана головою партії.

## Демократична прогресивна партія

### Перший термін: 2008—2012

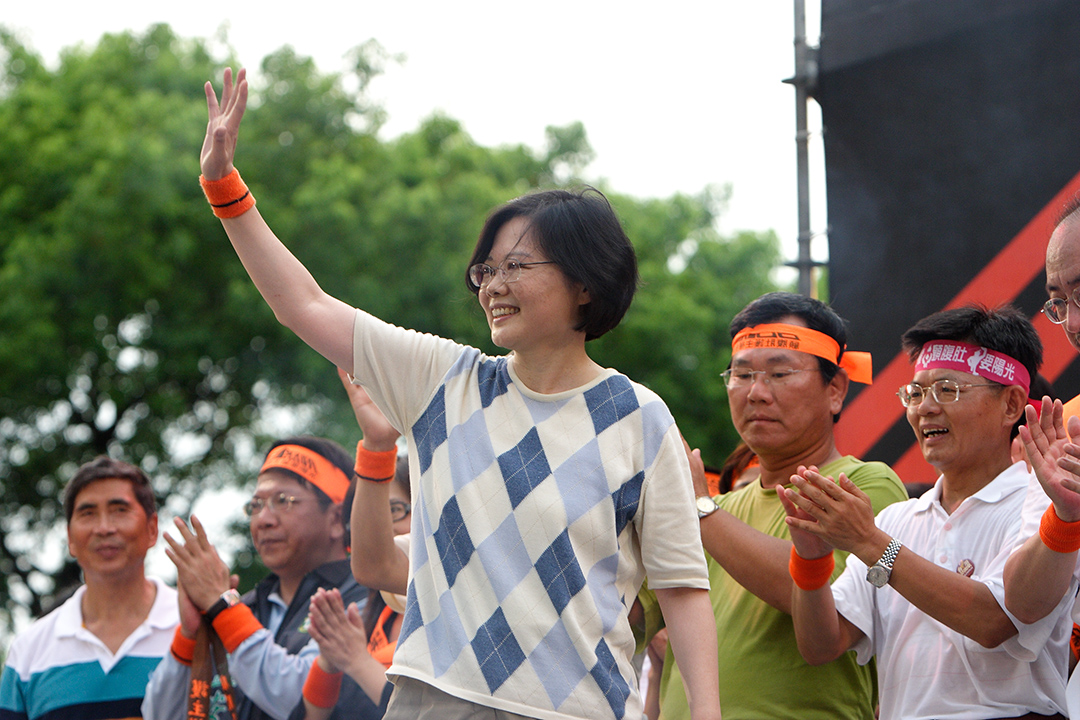
Цай як лідер ДПП брала участь у мітингу, організованому ДПП у 2008 році

Цай обійняла посаду 20 травня 2008 року, того ж дня, коли Ма Їнцзю був інавгурований на посаді президента. За її словами, ДПП працюватиме над поглибленням тайванського руху за локалізацію, захищаючи соціальну справедливість. Вона критикувала Ма за те, що він згадав про більш тісні відносини між протоками, але нічого про суверенітет і національну безпеку Тайваню.
Цай поставила під сумнів позицію Ма щодо суверенного статусу Тайваню. Ма підкреслив важливість так званого Консенсусу 1992 року. Цай критикувала уряд Ма за те, що він не відповідає на її запитання.
25 квітня 2010 р. Цай взяла участь у телевізійних дебатах проти президента та голови Гоміндану Ма Їнцзю щодо запропонованої торгової угоди — Рамкової угоди про економічне співробітництво (ECFA); в той час як президент Ма вважав, що ECFA збільшить експорт Тайваню до материкового Китаю та знизить рівень безробіття, Цай заявила, що «змусить Тайвань з часом відкритися для дешевого китайського експорту», а деяким вітчизняним галузям буде завдано шкоди вторгненням материкової торгівлі. Цай також заявила, що пакт «змусить Тайвань втратити незалежність у міжпроточних відносинах і перетворитися на китайського паразита», і що Тайваню слід вести переговори з Китаєм за багатосторонньою структурою Світової організації торгівлі, яка запропонує більше торгового захисту та підкреслить чіткість статус.
Під керівництвом Цай ДПП набрала обертів на виборах 2009 року після великих поразок з 2006 р. до 2008 р. 2010 року вона була переобрана головою ДПП.
У травні 2010 року Цай зробила суперечливу заяву, стверджуючи, що Китайська Республіка є «урядом у вигнанні», що не є вихідцем з Тайваню, однак 8 жовтня 2011 року, за два дні до святкування 100-річчя Свята двох десяток Цай змінила свою заяву.
Цай подала у відставку з посади голови ДПП, програвши на президентських виборах у 2012 році чинному президенту Ма Їнцзю.

### Другий термін: 2014—2018
15 березня 2014 року Цай заявила, що знову буде балотуватися на посаду голови партії ДПП проти чинного Су Чженьчана та Френка Ся. Однак і Су, і Ся взяли участь у виборах після студентського руху «Соняшник». Цай перемогла заступника комісара округу Гаосюн Куо Тай-ліна на 79 676 голосів.
Цай привела ДПП до історичної перемоги на місцевих виборах, що відбулись 29 листопада 2014 року, на яких партія забезпечила керівництво 13 з 22 муніципалітетів та округів Тайваню. Приголомшлива перемога ДПП на виборах зміцнила позиції Цай у партії та поставила її на перше місце у президентських виборах 2016 року; вона оголосила про свою другу заявку на посаду Президента 15 лютого 2015 р. 16 січня 2016 року вона переконливо перемогла на виборах, набравши 56,12 % голосів, обійшовши свого опонента Еріка Чу, який набрав 31,07 % голосів.
24 листопада 2018 року вона подала у відставку з посади лідера Демократичної прогресивної партії та відмовилася від відставки прем'єр-міністра Лай Цінде після великої поразки на місцевих виборах.

### Третій термін: 2020—2022
Цай відновила керівництво Демократичною прогресивною партією з Чо Юнг-Тай 20 травня 2020 року, коли вона була інавгурована на другий президентський термін.
26 листопада 2022 року подала у відставку з посади лідера партії після поразки на місцевих виборах.

## Політичні погляди

### Відносини Тайваню з Китаєм
Виступає за незалежність острова і проголошення Тайванської республіки. Цай Інвень виступає з жорсткою критикою поточного зближення з КНР. При цьому, у питанні подальшого економічного розвитку вона говорить про дві досить суперечливі з точки зору материкового Китаю речі. З одного боку, Цай Інвень хотіла б утримати статус-кво в економічному аспекті співпраці з КНР. Проте вона заявляла про необхідність вступу до транстихоокеанського партнерства під егідою США, які спочатку навіть не планували запрошувати Китай в цей торговий «клуб». Тому вступ до ТТП означало б для Тайваню різке погіршення відносин з КНР.

### США

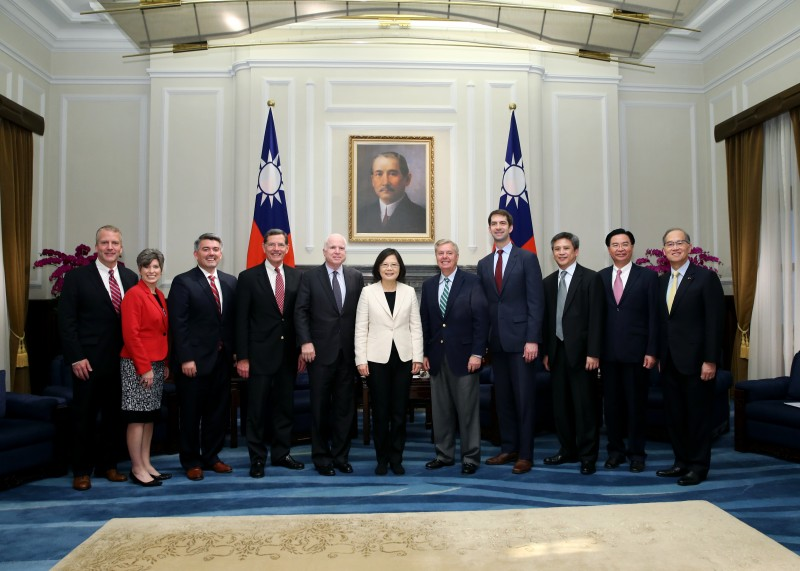
Президент Цай Інвень зустрілась з республіканською делегацією Сенату США на чолі з Джоном Маккейном, 5 червня 2016

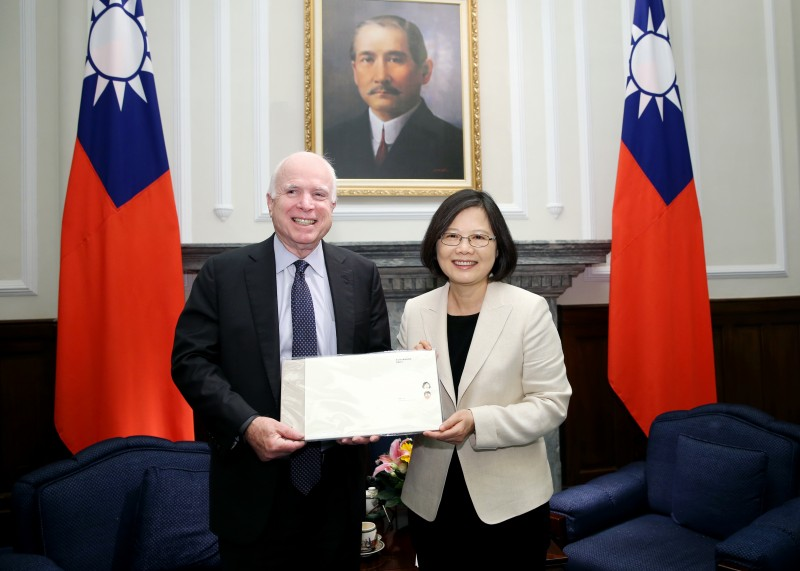
Президент Тайваню Цай Інвень зустрічається з Маккейном, який є лідером делегації Сенату США, 5 червня 2016

Цай підтримує міцні та стабільні відносини між Тайванем та США. На початку грудня 2016 року Цай провела телефонний дзвінок з новообраним президентом Дональдом Трампом. Це був перший випадок, коли президент Тайваню розмовляв з обраним президентом США з 1979. Потім вона зазначила, що не відбулося великих «змін у політиці».

### Міжпроточні відносини

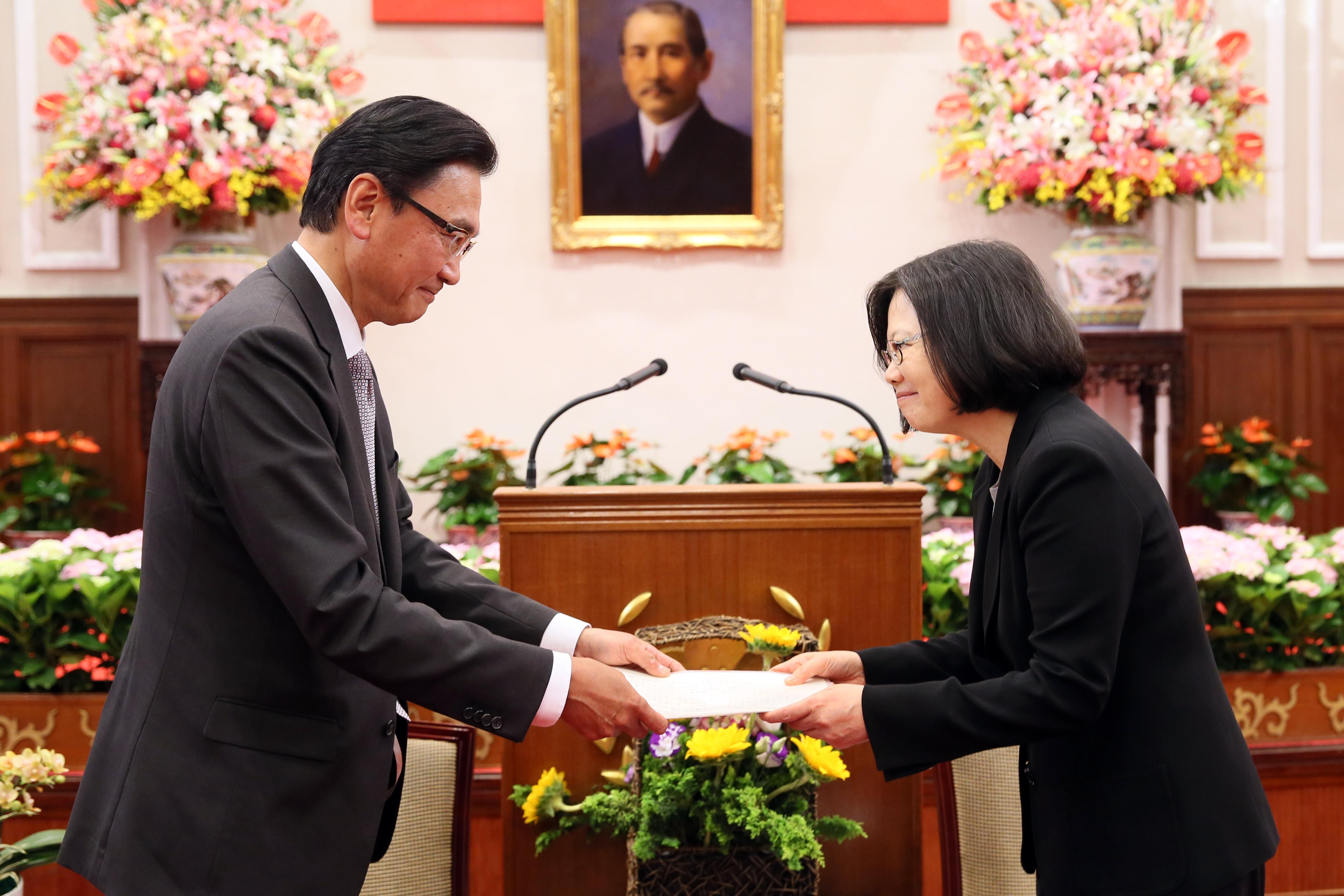
Член Палати представників Японії Кейдзі Фуруя та президент Цай, 20 травня 2016 року

Традиційна позиція ДПП у питанні міжпроточних відносин полягає в тому, що Китайська Республіка, широко відома під назвою Тайвань, вже є незалежною державою, що управляє територіями Цзіньмень, Мацу, Пенгху і островом Тайвань, що робить офіційну проголошення незалежності непотрібним. Хоча Цай ніколи і не відходила принципово від партійної лінії, її особистий підхід до цього питання є нюансом і змінюється.
Під час президентського виборчого циклу 2012 року Цай сказала, що вона не погоджується з Консенсусом 1992 року як основою для переговорів між Тайванем і материковою частиною Китаю, що такий консенсус послужив лише підкріпленням «єдиного китайського принципу» і що «такого консенсусу не існує» оскільки більшість тайванської громадськості не обов'язково погоджується з цим консенсусом. Вона вважала, що слід проводити широкі консультації на всіх рівнях тайванського суспільства, щоб визначити основу, на якій можна просувати переговори з Пекіном, який називають «тайванським консенсусом». Під час виборчого циклу 2016 року Цай була помітно поміркованішою, зробивши «підтримання існуючого стану» центральним елементом партійної політики. Вона пообіцяла працювати в рамках керівних рамок Китайської Республіки, крім того, щоб зберегти прогрес, досягнутий у міжпротокових відносинах попередніми урядами, одночасно зберігаючи «свободу і демократію» для жителів Тайваню.
Цай вірить у важливість економічних і торгових зв'язків з материковим Китаєм, але публічно висловилась проти Рамкової угоди про економічне співробітництво (ECFA), пільгової торгової угоди, яка посилила економічні зв'язки між Тайванем і материковим Китаєм. Як правило, вона підтримує диверсифікацію економічних партнерів Тайваню.
У відповідь на смерть китайського лауреата Нобелівської премії миру Лю Сяобо, який помер, перебуваючи під вартою уряду, Цай просила комуністичний уряд «виявити впевненість у політичній реформі, щоб китайці могли користуватися даними Богом правами, свободи та демократії».
Цай звинуватила армію тролів Комуністичної партії Китаю у розповсюдженні фальшивих новин через соціальні мережі, щоб впливати на виборців та підтримувати кандидатів, які симпатичніше ставляться до Пекіна напередодні місцевих виборів у Тайвані 2018 року.
У січні 2019 року Сі Цзіньпін, генеральний секретар Комуністичної партії Китаю, оголосив відкритий лист на Тайвань, пропонуючи формулу єдиної країни — двох систем для можливого об'єднання. Цай відповіла Сі в промові в січні 2019 року, заявивши, що Тайвань відкидає «одну країну, дві системи» і що, оскільки Пекін прирівнює Консенсус 1992 року до «однієї країни, дві системи», Тайвань також відкидає Консенсус 1992 року.
Цай висловила свою солідарність із протестуючими в Гонконгу, зазначивши, що тайванська демократія заробляється важко, її потрібно охороняти та відновлювати. Пообіцявши, що поки вона буде президентом Тайваню, вона ніколи не прийме «одну країну, дві системи», Цай говорила про постійне і швидке погіршення демократії Гонконгу протягом 20 років.

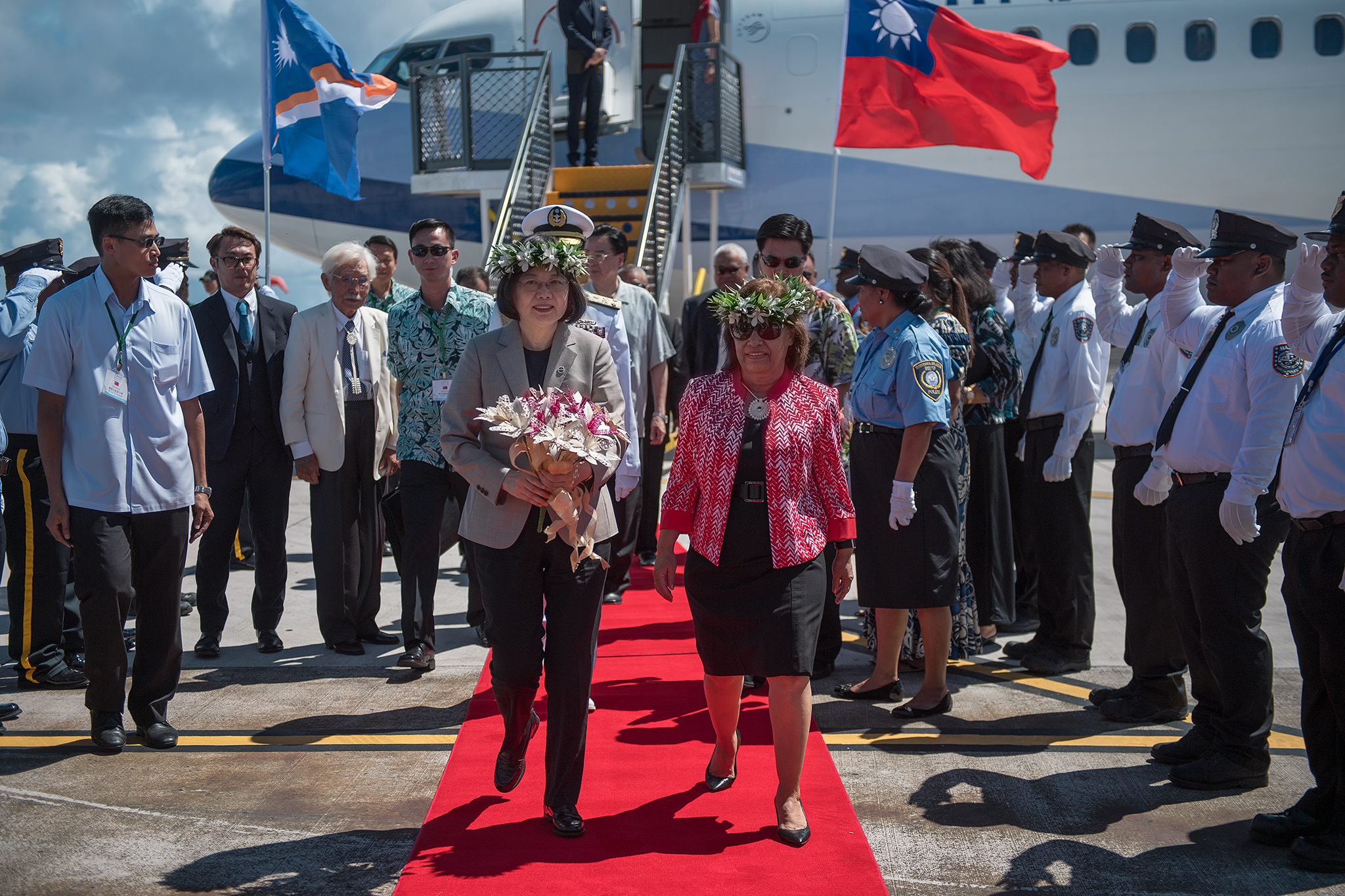
Цай та президент Маршаллових островів Гільда Гайн у жовтні 2017 року

### Внутрішня політика
Цай традиційно підтримує неблагополучні групи в суспільстві, включаючи бідних, жінок та дітей, тайванських аборигенів та ЛГБТ-групи. Вона виступає за урядові заходи щодо зменшення безробіття, запровадження стимулів для підприємництва серед молоді, розширення державного житла та державну підтримку догляду за дітьми. Вона підтримує прозорість уряду та більш розсудливий та дисциплінований фіскальний менеджмент.

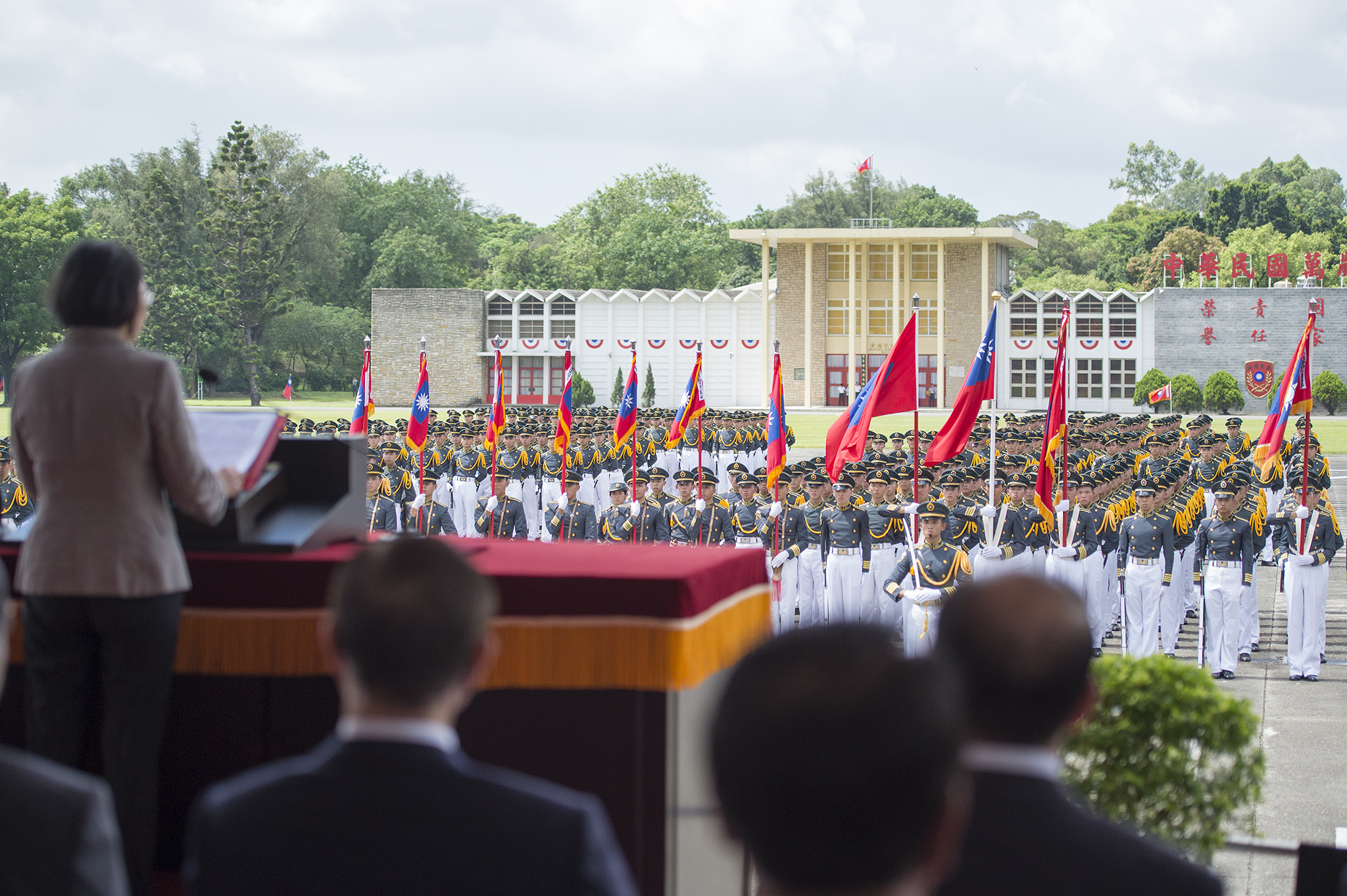
Китайська військова академія, 16 червня 2016 р

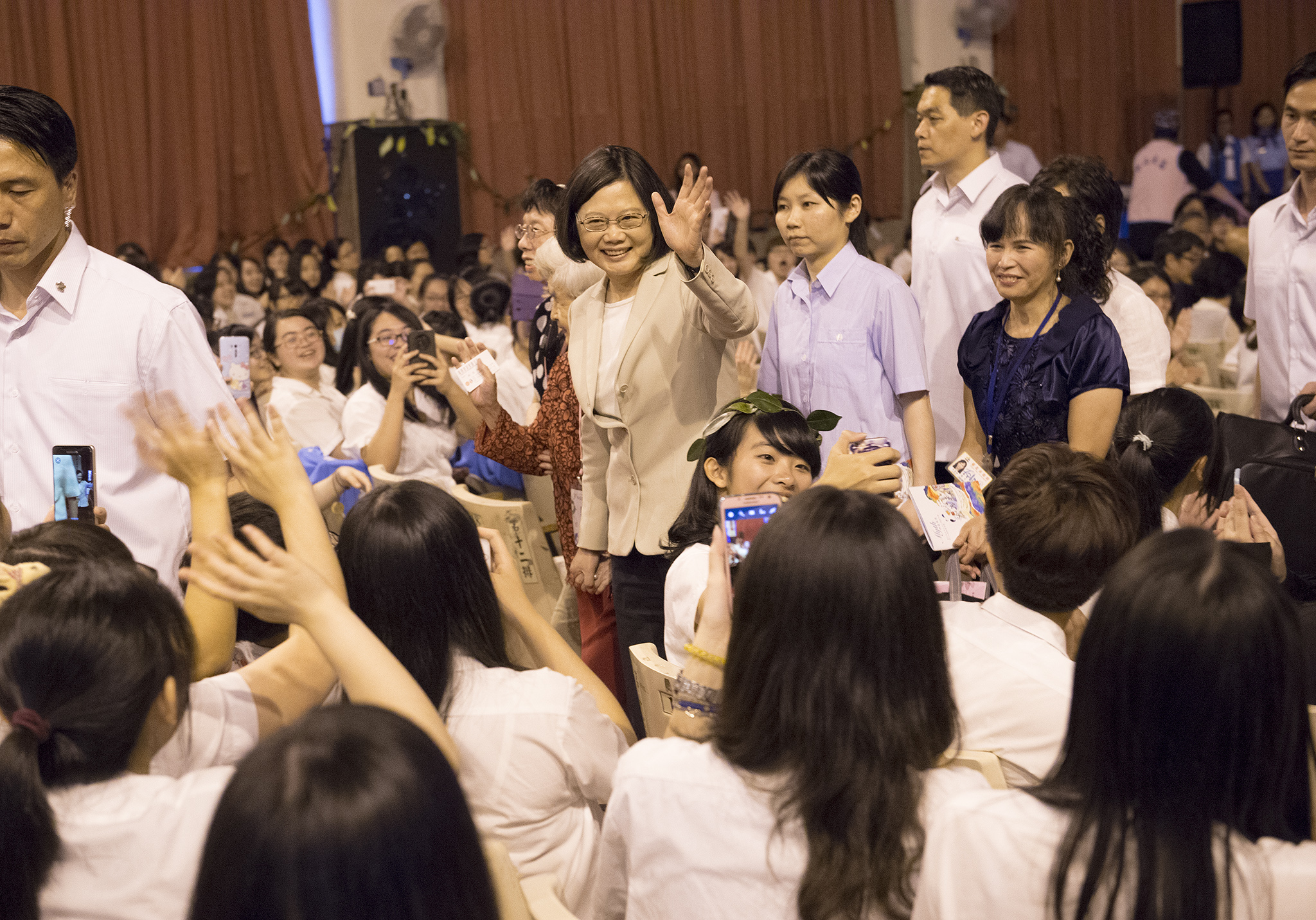
Цай відвідує альма-матер, середню школу для дівчат Чжуншань у Тайбеї, червень 2016 р.

Цай виступала за безпартійність президента Законодавчого Юаня, збільшення кількості «широких» місць у законодавчій владі, розширення участі всіх політичних партій та груп інтересів. Вона підтримує попереджувальне відновлення шкоди, заподіяної тайванським корінним групам, а також дії уряду під час інциденту 28 лютого та під час фази білого терору. Вона також закликала до деполяризації тайванської політики та виступає за більш відкритий та консенсусний підхід до вирішення питань та прийняття законодавства.

### ЛГБТ-права
Цай підтримує права ЛГБТ і схвалила одностатеві шлюби, які мають бути легалізовані на Тайвані. 21 серпня 2015 року, що є фестивалем Qixi, вона випустила передвиборче відео, в якому з'явилися три актори одностатевих пар. 31 жовтня 2015 року, коли в Тайбеї відбувся найбільший в Азії гей-парад, Цай висловила свою підтримку одностатевим шлюбам. Вона опублікувала 15-секундне відео на своїй сторінці у Facebook, в якому сказано: «Я Цай Інг-Вень і підтримую рівність у шлюбі» та «Нехай кожен може вільно любити і шукати щастя». Однак під час президентства Цай затягнула процес легалізації одностатевих шлюбів через опозицію консервативних та релігійних груп.

## Президентські кампанії

### 2012 рік
11 березня 2011 року Цай офіційно оголосила про свою кандидатуру в президенти від Демократичної прогресивної партії. 27 квітня 2011 року Цай стала першою жінкою-кандидаткою в президенти у Тайвані після того, як вона з невеликим відривом перемогла колишнього прем'єр-міністра Су Чженьчана у загальнонаціональному телефонному опитуванні (понад 15 000 опитувань), яке служило первинною інформацією. Цай виступила проти чинного президента Гоміндана Ма Їнцзю та Джеймса Сунга з Народної першої партії на 5-х прямих президентських виборах, що відбулися 14 січня 2012 р. Набравши 45 % голосів виборців, вона визнала поразку президенту Ма на міжнародній прес-конференції, відмовившись від посади голови ДПП.

### 2016 рік

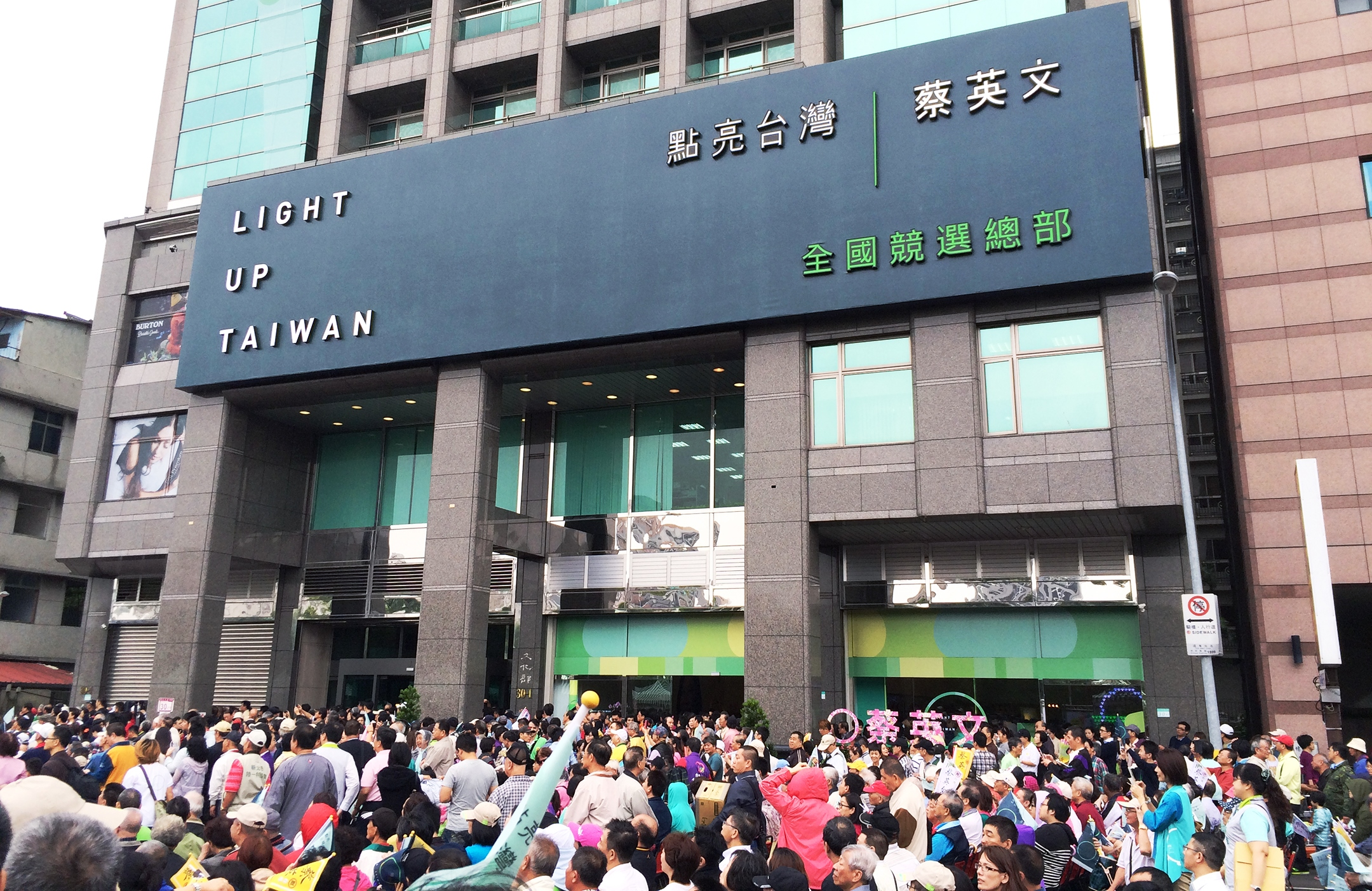
Передвиборчий штаб Цай у 2016 році

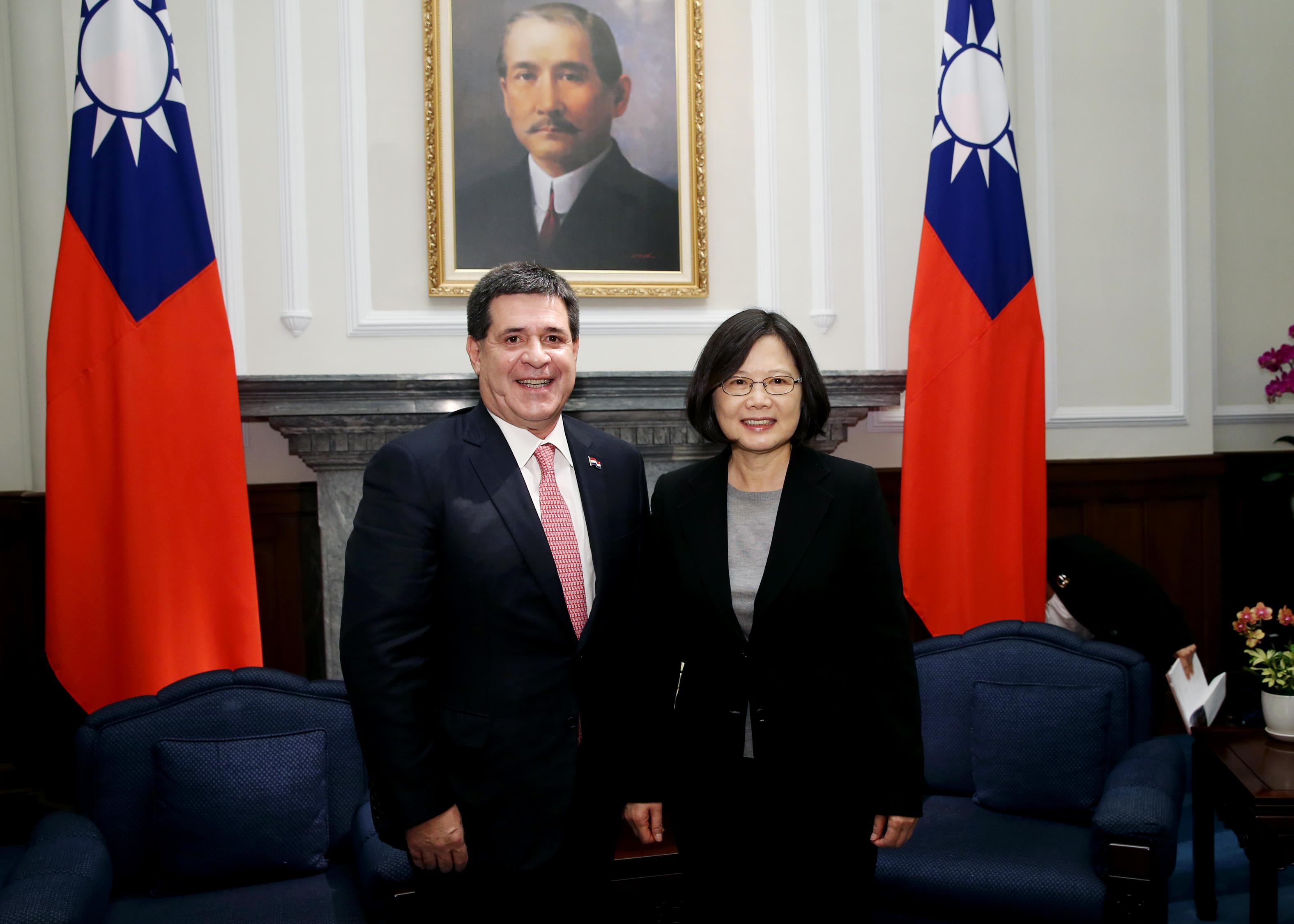
Президент Цай і президент Парагваю Гораціо Картс у Тайвані, 20 травня 2016 року

15 лютого 2015 року Цай офіційно зареєструвалась на виборах кандидата в президенти від Демократичної прогресивної партії. Хоча Лай Цінде і Су Чженьчан розглядалися як ймовірні опоненти, Цай була єдиним кандидатом, який балотувався у виборчій партії, і ДПП офіційно висунув її кандидатом у президенти 15 квітня.
Влітку 2015 року Цай здійснила візит до Сполучених Штатів і зустрілась з низкою американських політиків, включаючи сенаторів Джона Маккейна та Джека Ріда. У своїй промові, звертаючись до тайванської діаспори на східному узбережжі Сполучених Штатів, Цай продемонструвала готовність співпрацювати з наростаючою коаліцією Третьої партії на Тайвані на майбутніх загальних виборах. 14 листопада кампанія Цай оголосила, що вона обрала Чень Чень-єна кандидатом у віцепрезиденти від ДПП. 16 січня 2016 року Цай перемогла на президентських виборах у свого опонента Еріка Чу з перевагою в 25,04 %. Цай була інавгурована на посаді президента 20 травня 2016 року.
Після обрання Цай була названа однією із «100 найвпливовіших людей» у випуску журналу TIME за 2 травня 2016 р.

### 2020 рік

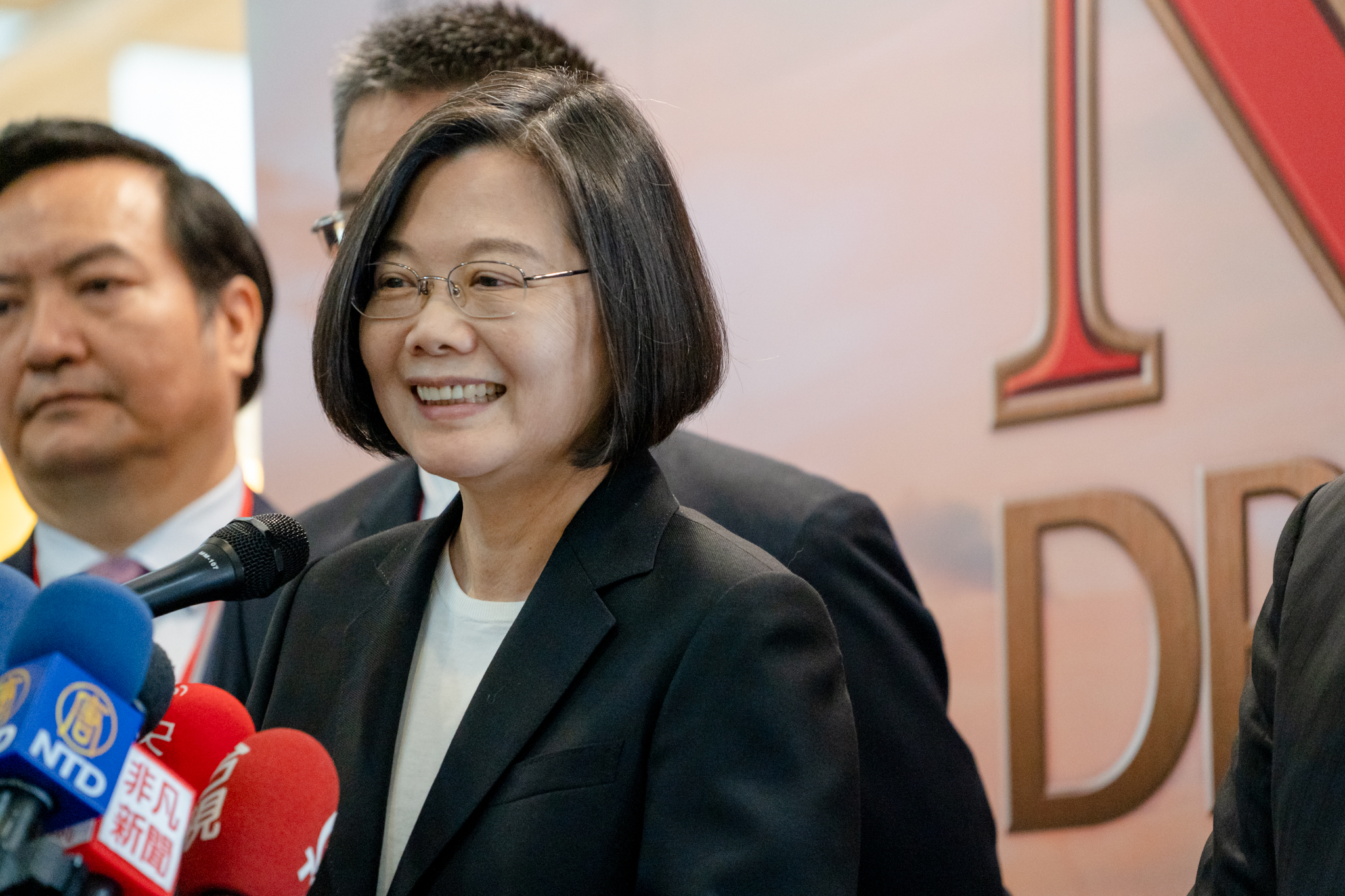
Президент Цай взяла участь у роботі 108-ї групи відповідальних за боротьбу з наркотиками у червні 2019 року

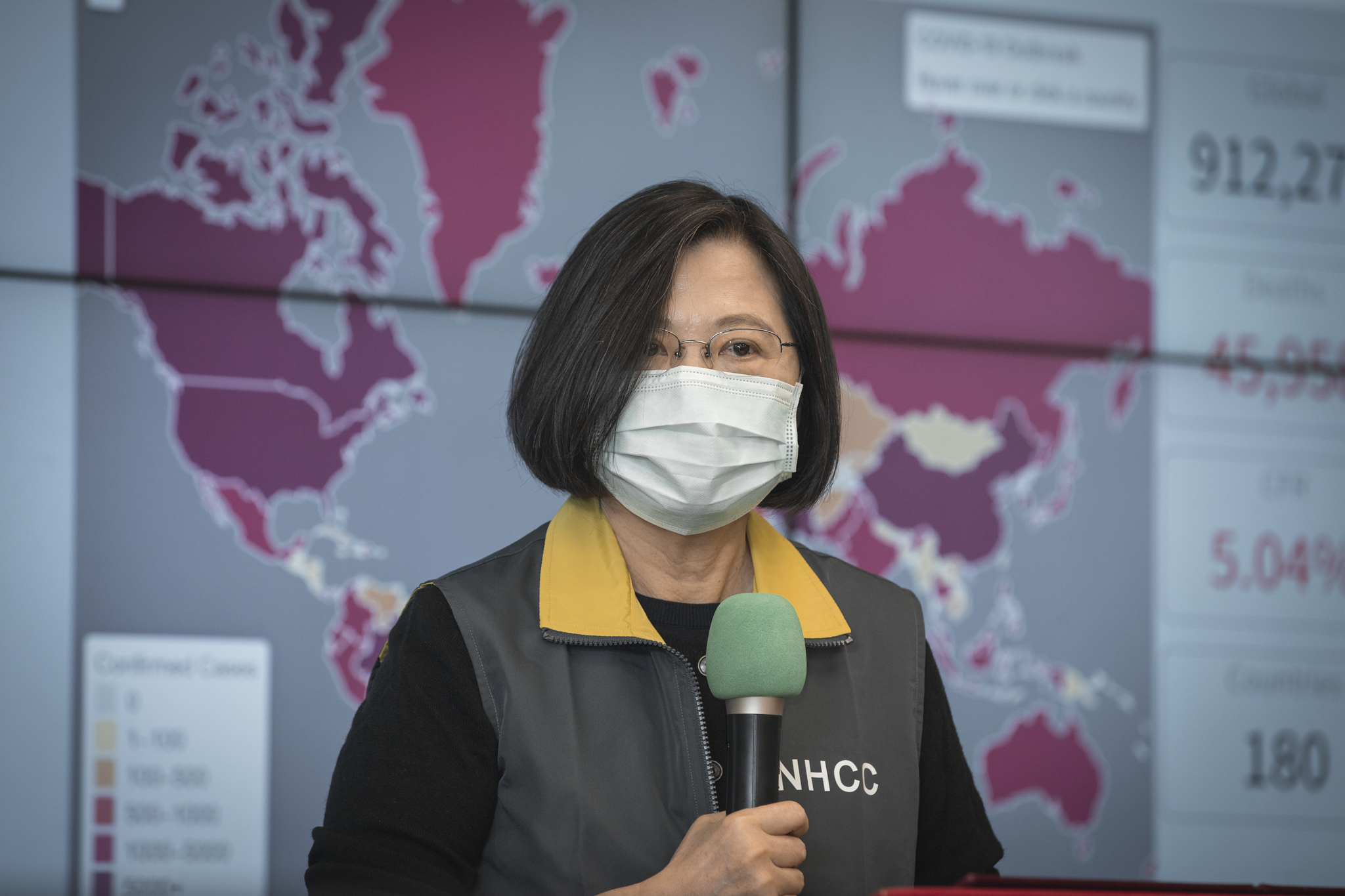
Президент Цай під час пандемії COVID-19 на Тайвані

19 лютого 2019 року Цай заявила в інтерв'ю CNN, що буде балотуватися на переобрання на посаду президента в 2020 році. 21 березня 2019 року вона зареєструвалась для участі в президентських виборах Демократичної прогресивної партії. Цай перемогла Лай Цінде на первинному рівні, і Демократична прогресивна партія висунула її кандидатом на президентські вибори 2020 року 19 червня 2019 року.

## Президентство
15 квітня 2015 висунута кандидатом у президенти від ДПП. 16 січня 2016 за результатами президентських виборів на Тайвані здобула переконливу перемогу, набравши 56,28 відсотка голосів, і стала першою жінкою-президентом Тайваню. Її головний суперник — Ерік Чу, він же Чжу Лілунь, що йшов на вибори від партії «Гоміндан», отримав 31,04 відсотка. У промові після оголошення результатів Цай Інвень висловила надію на зміцнення відносин зі Сполученими Штатами, заявивши в той же час, що не має наміру рвати зв'язки з материковим Китаєм. Крім того, Цай закликала дотримуватися принципу свободи судноплавства в Південно-Китайському морі.
В інавгураційній промові на своєму першому терміні Цай заявила про цілі політики, такі як пенсійна реформа, довгостроковий догляд за людьми похилого віку, перехідна юстиція та судова реформа. Вона окреслила економічну політику диверсифікації за допомогою Нової політики на південь, а також пріоритети інноваційних галузей. Що стосується політики міжконтинентальної протоки, вона визнала консенсус 1992 року, не погодившись на нього, і закликала до подальшого діалогу між транзитними протоками.
У своєму другому інавгураційному виступі Цай окреслила свої основні цілі на другому терміні, включаючи запровадження системи народних засідателів, зниження віку для голосування з 20 до 18 та створення комісії з прав людини під контролем Юаня. Вона також окреслила свою економічну політику, яка включала перехід від виробничої до високотехнологічної промисловості, з акцентом на існуючі галузі напівпровідників та інформаційно-комунікаційних технологій, кібербезпеку, біотехнології та охорону здоров'я, вітчизняне виробництво військової техніки, зелену енергетику та стратегічно важливі галузі. Вона запропонувала цілі оборонної реформи, включаючи зосередження уваги на асиметричній війні, підтримці військового резервного складу та реформах в управлінні, щоб відобразити демократичне суспільство. Що стосується транзитних питань, вона чітко відкинула модель однієї країни, дві системи, запропоновану Пекіном, і висловила бажання обом сторонам мирно співіснувати.

### Оборонна політика
За часів адміністрації Цай військові витрати на Тайвані зросли відносно ВВП. Бюджет оборони був встановлений на рівні 327 млрд тайванських доларів на 2018 р. та 346 млрд доларів на 2019 рік. Бюджет оборони в 2020 р. був встановлений на рівні 411 млрд дол. Адміністрація також зосередила увагу на оборонній самодостатності та розвитку корінних галузей промисловості, таких як підводні човни та ракети. Кореневий реактивний тренажер AIDC T-5 Brave Eagle, розробку якого розпочали в 2017 році, успішно провів свій перший випробувальний політ у 2020 році. 29 червня 2020 року Цай оголосила про заходи щодо зміцнення військових резервів Тайваню, включаючи присвоєння їм тієї ж бойової зброї, що і активним військовослужбовцям, та синхронізацію мобілізації. Перший вітчизняний швидкий мінний корабель був доставлений 4 серпня 2020 року.

### Енергетична політика
Адміністрація Цай заявила, що до 2025 року мета постачання електроенергії складе 20 % з відновлюваних джерел енергії, 30 % з вугілля та 50 % з скрапленого природного газу.

#### Зелена енергія
Законопроєкти під егідою ініціативи «Інфраструктура, що спрямована на перспективу» використовуються для фінансування ініціатив із зеленої енергетики. Адміністрація планує встановити 1000 вітрових турбін на суші та в морі і уклала контракт з Ерстедом з Данії на встановлення 900 МВт потужності, а енергоблок Німеччини — на 1 ГВт. Перша берегова вітрова електростанція на Тайвані, Formosa I, що складається з 22 вітрових турбін, які, як очікується, вироблятимуть 128 МВт енергії, планується розпочати наприкінці 2019 року. Уряд також придбав 520 МВт сонячної потужності в 2017 році і більше 1 ГВт в 2018 році; загальна потужність становила 2,8 ГВт на кінець 2018 року, при цьому уряд планує запустити додаткові 1,5 ГВт сонячної енергії в 2019 році і 2,2 ГВт в 2020 році.

#### Розпад Taipower
Уряд затвердив зміни до Закону про електроенергетику 20 жовтня 2016 року, щоб розбити державну монополію Taipower на дочірні компанії та додатково лібералізувати енергетичний сектор, дозволивши компаніям продавати електроенергію користувачам безпосередньо, а не продавати через Taipower. Зокрема, слід розділити відділи виробництва та розподілу Taipower. Серед заявлених мотивацій лібералізації було передбачити можливість безпосереднього придбання зеленої енергії споживачами. План також включав контроль за викидами, створення регуляторного органу, норму обов'язкових резервів (відмова від стартових компаній із зеленої енергетики) та заходи щодо стабілізації цін. План зустрівся з протестами працівників Taipower.

#### Атомна енергія
Цай проводила агітацію щодо обіцянки зробити Тайвань без ядерної енергії до 2025 року, що було кодифіковано в закон 11 січня 2017 року шляхом внесення змін до Закону про електроенергію. Енергетичне відключення через не пов'язану з цим операційну помилку змусило деяких поставити під сумнів поступове припинення ядерної діяльності. За результатами референдуму 2018 року це положення було скасовано 7 травня 2019 р. Тим не менше, адміністрація дотримується мети поступового припинення використання атомної енергії.

### Перспективна інфраструктура
5 липня 2017 року перший законопроєкт про розвиток інфраструктури прийняв законодавчий юань. Законопроєкт забезпечив 420 мільярдів доларів США за останні 4 роки на інфраструктурні проєкти в інфраструктурі залізниці, інфраструктуру водопостачання, заходи боротьби з повенями та зелену енергію, розвиток талантів, міську та сільську інфраструктуру, цифрову інфраструктуру та безпеку харчових продуктів. Інші проєкти включають поліпшення безпеки дорожнього руху та естетики, орієнтовані на місцевість індустріальні парки, бази відпочинку, велосипедні доріжки та центри комунального обслуговування для довготривалого догляду.

### Судова реформа
Адміністрація Цай запропонувала систему народних засідателів за зразком Японії над системою присяжних, запропонованою Партією нової влади. Закон про громадянських суддів був прийнятий 22 липня 2020 року, запровадивши систему народних засідателів із трьома професійними суддями разом із шістьма засідателями. Закон повинен набути чинності в 2023 році.

### Трудова реформа
1 січня 2017 року вступив у дію змінений Закон про трудові норми, який був прийнятий 6 грудня 2016 року законодавчим органом took effect.. Поправки передбачали, за деякими винятками, 40-годинний п'ятиденний робочий тиждень з одним днем обов'язкового відпочинку та одним гнучким днем відпочинку. У гнучкий день відпочинку працівники можуть працювати за понаднормову роботу, а день обов'язкового відпочинку гарантував, що працівники не можуть працювати більше шести днів поспіль. Поправки також зменшили кількість національних свят з 19 до 12, скасувавши День молоді, День вчителів, День рецесії, День народження Чан Кайши, День народження Сунь Ятсена, День Конституції та наступний за Новим роком день. До внесення змін, Закон про трудові норми передбачав максимум 84 години роботи за будь-який даний 14-денний період. Ці поправки зустріли протести з боку трудових груп, які виступили проти скорочення національних свят і вимагали, щоб робота в дні гнучкого відпочинку на додаток до оплати за надурочний час призводила до компенсаційних днів відпусток.
Після набрання чинності поправки критикували за їх недостатню гнучкість, що призвело до чистого зменшення загальної заробітної плати та зростання вартості життя, а також за надто складну схему розрахунку оплати за надурочний час, що призвело адміністрацію до подальшого перегляду Праці Закон про стандарти. 1 березня 2018 року набрав чинності другий перегляд Закону про трудові норми. Ці зміни пом'якшили попередні правила, встановивши два дні обов'язкового відпочинку на кожен 14-денний період, а не один день обов'язкового відпочинку на кожні 7-денний період, тобто працівники могли працювати 12 днів поспіль. Ці зміни також спростили формулу оплати понаднормових робіт. Ревізії були зустрінуті протестами та голодуваннями робочих груп.

### Пенсійна реформа
Міжнародні спостерігачі відзначають, що пенсійна система Тайваню мала відбутися до 2030 року для державних службовців та до 2020 року для військових. Пенсійна реформа була прийнята двома окремими законопроєктами, один стосувався державних службовців та шкільних вчителів 27 червня 2017 року, а інший стосувався ветеранів війська 20 червня 2018 року. 1 липня 2018 року пенсійна реформа набула чинності. Після виходу на пенсію державні службовці мають право вибору між тим, отримувати пенсії щомісячно з урахуванням пільгової процентної ставки або одноразово. Згідно з реформами, попередня пільгова відсоткова ставка для тих, хто обирав щомісячні внески, буде поступово знижуватися з 18 % до 0 % протягом 30 місяців. Державні службовці, які вибрали одноразову суму, мали б знизити процентні ставки з 18 % до 6 % протягом 6 років. За оцінками, реформи торкнуться 63 000 військових ветеранів, 130 000 державних службовців та 140 000 шкільних вчителів. Реформи одночасно встановлювали мінімальну щомісячну пенсію для шкільних вчителів та державних службовців у розмірі NT$32,160 (US$1,085) на місяць, а для військових ветеранів — 38 990 нових тайванських доларів на місяць. Реформи також підняли мінімальний вік виходу на пенсію до 60 з 55 років, збільшуючи його на 1 рік, поки пенсійний вік не досягне 65 років. Незважаючи на те, що реформи зустріли протести урядових пенсіонерів та ветеранів, опитування показали, що більшість тайванців задоволені результатами пенсійної реформи. Після судового оскарження Гоміндан Конституційний суд визнав більшу частину пенсійної реформи конституційною, одночасно скасувавши пункти щодо призупинення пенсій пенсіонерам, які пізніше влаштувалися на роботу в приватному секторі.

### Національні мови
Адміністрація Цай вжила заходів, щоб зберегти мови, які стикаються з кризою успадкування, і поставити їх на більш рівноправні основи з мандаринською. Раніше єдиною національною мовою була мандарин; під час її управління національні мови Тайваню зрештою були розширені, включаючи мандарин, тайванський хоккіен, хакка, 16 корінних формосанських мов, тайванську жестову мову та діалект Мацзу Східного Міну, на якому розмовляли на островах Мацзу.
Закон про розвиток мов корінних народів набув чинності 14 червня 2017 року, визначивши 16 корінних мов формосанців національними мовами. 29 грудня 2017 року хакка стала національною мовою шляхом внесення змін до Основного закону Хакки. 25 грудня 2018 року широкий Закон про розвиток національних мов ухвалив законодавчий орган, створивши послуги мовлення для кожної національної мови Тайваню, гарантуючи доступ до державних послуг кожною мовою та запровадивши курси виборних мов у початкових школах. Закон також спрямовував уряд працювати з громадськими групами для створення типових орфографій для кожної національної мови та розробки плану збереження та пожвавлення мов, що перебувають під загрозою. Крім того, він автоматично визначив у статті 3 всі мови всіх етнічних груп на Тайвані національними мовами , тим самим відкривши шлях тайванському Хоккієну, тайванській жестовій мові та діалекту Мацзу стати національними мовами.
15 серпня 2019 року уряд вніс зміни до Правил застосування Закону про паспорти, щоб дозволити використання в паспортах романізації імен будь-якою національною мовою (хакка, хокло або мови корінних народів).

### Нова політика на південь
Нова політика, спрямована на південь, була розпочата 5 вересня 2016 р. з метою зробити Тайвань менш залежним від материкового Китаю та поліпшити співпрацю Тайваню з іншими країнами. До 18 країн, спрямованих на посилення співпраці, спрямована нова політика на південь: Таїланд, Індонезія, Філіппіни, Малайзія, Сінгапур, Бруней, В'єтнам, М'янма, Камбоджа, Лаос, Індія, Пакистан, Бангладеш, Непал, Шрі-Ланка, Бутан, Австралія та Нова Зеландія. Політика визначала сфери співпраці у торгівлі, технологіях, сільському господарстві, медицині, освіті та туризмі. У середині 2019 року уряд Тайваню оголосив, що з моменту реалізації політики двостороння торгівля між Тайванем і цільовими країнами зросла на 22 %, тоді як інвестиції цільових країн зросли на 60 %. Крім того, кількість медичних пацієнтів з цільових країн зросла на 50 %, кількість відвідувачів зросла на 58 %, а кількість студентів — на 52 %. Під час пандемії COVID-19 Тайвань пожертвував 1 мільйон масок країнам, на які поширюється політика Нового Півдня.

### ЛГБТ
24 травня 2017 року Конституційний суд постановив, що конституційне право на рівність та свободу шлюбу гарантує одностатевим парам право на шлюб згідно з Конституцією Китайської Республіки. Постанова (Судова інтерпретація юанів № 748) дала законодавчому юаню два роки, щоб привести закони про шлюб у відповідність, після чого реєстрація таких шлюбів набула чинності автоматично. Після винесення рішення прогрес у впровадженні закону про одностатеві шлюби був повільним через бездіяльність уряду та сильний спротив деяких консервативних людей та християнських груп У листопаді 2018 року тайванський електорат пройшов референдуми, щоб не допустити визнання одностатевих шлюбів у Цивільному кодексі та обмежити викладання питань ЛГБТ. Уряд відповів, підтвердивши, що рішення Суду буде виконано, і що референдуми не можуть підтримувати закони, що суперечать Конституції.
20 лютого 2019 року законопроєкт під назвою Закон про імплементацію J.Y. Інтерпретація № 748 був випущений. Законопроєкт передбачає надання одностатевим подружнім парам майже всіх прав, що надаються гетеросексуальним подружнім парам згідно з Цивільним кодексом, за винятком того, що він дозволяє лише усиновлення дитини, генетично пов'язаної з однією з них. Виконавчий юань передав його наступного дня, відправивши його до законодавчого юаня для швидкого розгляду. Законопроєкт був прийнятий 17 травня , підписаний Президентом 22 травня і набрав чинності 24 травня 2019 року (останній день, можливий за рішенням Суду).

### Правосуддя перехідного періоду та незаконно отримані активи
Закон про сприяння перехідній справедливості був прийнятий Законодавчим Юанем 5 грудня 2017 року. Закон прагнув виправити несправедливість, здійснену авторитарним урядом Гоміндану Китайської Республіки щодо Тайваню, і з цією метою було створено Комісія з питань правосуддя розслідує дії, вжиті з 15 серпня 1945 року, дати передачі Jewel Voice Broadcast, до 6 листопада 1992 року, коли президент Лі Денхуей зняв Тимчасові положення проти комуністичного повстання для провінції Фуцзянь, Китайська Республіка, закінчуючи період мобілізації. Цей період часу, зокрема, включає інцидент 28 лютого, а також Білий терор. Основні цілі комітету включають: зробити політичні архіви більш доступними, вилучити авторитарні символи, виправити судову несправедливість та підготувати звіт про історію періоду, який окреслює кроки для подальшого сприяння справедливості в перехідний період.. Наразі комісія звільнила політичних злочинців від епохи воєнного стану, дала рекомендації щодо вилучення авторитарних символів та розсекретила урядові документи епохи воєнного стану.
У липні був прийнятий Закон, що стосується поводження з незаконним майном, здійсненим політичними партіями та їх приєднаними організаціями, а Веллінгтон Ку, один з головних авторів Закону, був призначений головою комітету в серпні. Після створення комітету КМТ наполягав на тому, що його незаконно та неконституційно переслідували, а розслідування — це політичне полювання на відьом. Однак правляча Демократична прогресивна партія (ДПП) стверджувала, що засоби необхідні для досягнення справедливості на перехідному періоді та вирівнювання умов для всіх політичних партій. Наразі комітет визначив, що Китайський молодіжний корпус, Центральний кінофільм, Національна жіноча ліга та Телерадіомовна корпорація Китаю були організаціями, пов'язаними з KMT, або заморозили їх активи, або наказали позбавити їх права.

## Політичні заяви
28.10.2021 року, Цай Інвень підтвердила присутність американських військ на тайванській землі — мова йде про військових інструкторів.

## Особисте життя
Дідусь Цай по батьківській лінії за походженням субетнічної групи Хакка з видатної родини у прибережному містечку Фаншань, Пінгтунг. Тоді як її бабуся з Шизі, Пінгтунг походила з народності тайванських аборигенів Пайвань. Батько Цай, Цай К'є Шен, займався ремонтом автомобілів. Мати Цай, Чанг Чін-фон, була останньою з чотирьох коханок її батька. Вона наймолодша з 11 дітей свого батька, серед них троє рідних братів і сестер; вона також має зведеного брата по материнській лінії.
Цай неодружена і не має дітей. Є першим неодруженим президентом Тайваню. Вона також є першим президентом з субетнічної групи Хакка, так і з аборигенів Пайвань.
Відомо, що Цай любить котів. Має дві кішки, яких кличе «Подумай, подумай» та «Ах Цай». Вони були помітними в її передвиборчій кампанії. У жовтні 2016 року вона прийняла трьох собак-поводирів — Белла, Банні та Мару.
Згідно з традиційною китайською практикою, ім'я Цай мало б бути 蔡 瀛 文, оскільки її покоління називається 瀛 (yíng), а не 英 (yīng). Однак її батько вважав, що у першого занадто багато ударів, щоб дівчинку так звали, тому її назвали 英文, що можна окремо перекласти окремими частинами як «героїчна» та «література; культура».

## Нагороди та відзнаки
За час президентства Цай Інвень була нагороджена:
- Беліз:
  -  Орден Белізу (2018)[161]
- Сальвадор:
  -  Великий хрест із золотою зіркою Національного ордену лікаря Хосе Матіаса Дельгадо (2017)[162]
- Есватіні:
  -  Орден Слона (2018) (2018)[163]
- Гватемала:
  -  Орден Кетцаля (2017)[164]
  - Посол миру[164]
- Гаїті:
  -  Великий хрест Національного ордена Пошани та заслуг (2018)[165]
- Гондурас:
  -  Великий хрест із золотою зіркою ордена Франциско Морасана (2016)[166]
- Парагвай:
  -  Національний орден «За заслуги»[167] (2016)[168]
- Сент-Кіттс і Невіс
  -  Орден Сент-Крістофер і Невіс (2019)[160]

## Ресурси Інтернету
- Офіційна сторінка Демократичної прогресивної партії. Процитовано 1 лютого 2010.